# 巴列维王朝
巴列維王朝（波斯語：دودمان پهلوی）是1925年至1979年統治伊朗王國（1925年至1935年間又稱波斯王國）的王朝，先後由父子君王禮薩汗（1925年－1941年）、穆罕默德·礼萨·巴列维（1941年－1979年）在位。
卡扎爾王朝因為英蘇势力入侵波斯而變得衰弱。1921年，礼萨汗发动政变，称陆军大臣（Sardar Sepah），掌握国家政权。1923年，卡扎爾王朝的最後一位君王艾哈邁德移居法国。全国协商议会在1925年12月12日进行选举并召開制憲議會，宣佈禮薩汗為波斯王國統治者，同时正式废黜沙阿艾哈邁德，卡扎尔王朝宣告覆亡。1935年，禮薩汗通知外國使節將國家名稱更改成為伊朗，伊朗為波斯之古地名。1979年，宗教領袖阿亞圖拉霍梅尼發動伊斯蘭革命，禮薩汗的兒子穆罕默德·禮薩·巴列維被迫流亡，巴列維王朝覆亡。

## 建立
1921年，卡扎爾王朝波斯哥薩克旅的官員禮薩汗利用哥薩克旅支持針對卡扎爾政府的一次政變。通過鎮壓叛亂和維持秩序，禮薩汗將自己塑造成國家最具權勢的人物。在1925年召開的一次會議廢黜了卡扎爾王朝最後一位統治者艾哈邁德沙阿，並任命禮薩汗為新一任沙阿。

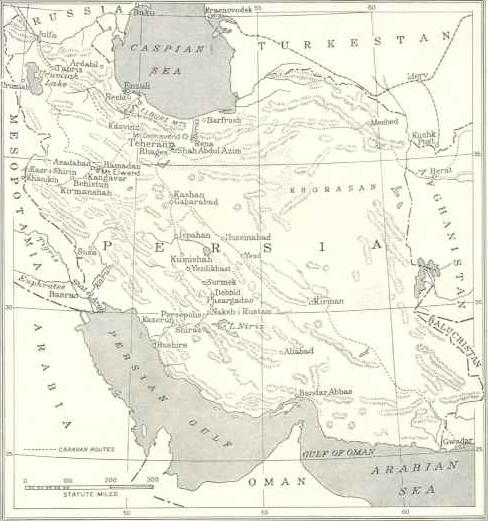
禮薩汗政變時期的波斯。

禮薩汗雄心壯志地計劃在伊朗實行現代化，包括大規模發展工業、落實主要的基礎建設計劃、建設跨國鐵路系統、建立公立學校機制、改革司法機構及改善醫療衛生。他相信由知識份子領導的強勢、集權政府可以實施這些計劃。
禮薩汗派遣逾百人到歐洲留學，包括他的兒子。在1925年至1941年的16年間，禮薩汗的發展計劃使國家都市化，公共教育的進展理想，專業的中產階層和工人階層湧現。
到1930年代中期，禮薩汗的高度世俗政策引起一些團體的不滿，特別是反對進行改革的教士。1935年，禮薩汗頒佈一條法令，要求外國使節在官方通訊當中使用「伊朗」一詞，波斯是西方人的用語，波斯人則為伊朗。這條法令受到一些學者的反對，繼任的穆罕默德·禮薩·巴列維在1959年宣佈波斯和伊朗兩詞都可以交替使用。
儘管當時英國已透過附屬的英伊石油公司控制著伊朗的石油資源，禮薩汗盡量避免與英國和蘇聯打交道。雖然禮薩汗的發展計劃需要配合外國的專門技術，但他仍避免與英蘇兩國的公司簽訂合同。他比較傾向從德國、法國、意大利和其他歐洲國家獲得技術支援。在1939年後，德國和英國成為了第二次世界大戰的死對頭，這對伊朗尋求技術支援造成了障礙。禮薩汗宣佈伊朗是中立國，但英國堅稱在伊朗的德國工程師和技術人員是間諜，企圖破壞伊朗西南部的英國石油設施。英國要求伊朗驅逐所有德國公民，但禮薩汗予以拒絕，認為這樣會對他的發展計劃造成負面影響。

## 第二次世界大戰
1941年6月，德國入侵蘇聯，英國和蘇聯隨即成為盟友，兩國都視新啟用的跨伊朗鐵路是由波斯灣至蘇聯的重要運輸補給路線。由於禮薩汗拒不驅逐德國人，英蘇兩國在1941年6月入侵伊朗，逮捕了禮薩汗及將他流放，兩國控制了伊朗的通訊和鐵路。1942年，英蘇兩國的盟友美國派遣武裝部隊到伊朗協助維持鐵路的運作。在隨後的數個月內，這三個國家全面控制了伊朗的石油資源，並開闢了各自的補給路線。禮薩汗政權突然崩坍，殘餘的政府權力亦遭到三國加以限制，禮薩汗的兒子穆罕默德·禮薩·巴列維在得到三國同意下才繼任。
1942年1月，這些國家與伊朗簽訂協議以尊重伊朗的主權，並承諾會在戰爭結束後的六個月內撤軍。美國在1943年的德黑蘭會議上重申會遵守協定。1945年，蘇聯拒絕就撤離就伊朗西北部的東阿塞拜疆和西阿塞拜疆制定時間表，當地滋生的自治運動得到蘇聯的支持。與此同時，共產黨派伊朗人民黨在議會擁有代表，影響力強大，並逐漸變得好戰。政府不得不採取行動，派遣軍隊前往伊朗人民黨活躍的北部省份試圖恢復秩序。伊朗人民黨在德黑蘭的總部和伊斯法罕的支部分別遭到佔領和剷除。到1945年深秋的時候，由於蘇軍阻止伊朗軍隊進入北部省份，北部省份仍受到人民黨和蘇聯的控制。
蘇聯在1946年5月撤軍，但緊張局勢仍維持了多個月，這正是美國陣營和蘇聯陣營之間炮制的冷戰當中的其中一幕。
此後，伊朗的政局變得較開明，政黨得以發展。1944年的議會選舉是超過20年以來第一個真正具競爭性的選舉。外國影響力成為了各個政黨的敏感議題。英國政府附屬的英伊石油公司繼續在伊朗生產和營銷石油。在1930年代初，一些伊朗人開始提倡國家石油產業國有化，這個議題在1946年後變得越來越流行。

## 冷戰

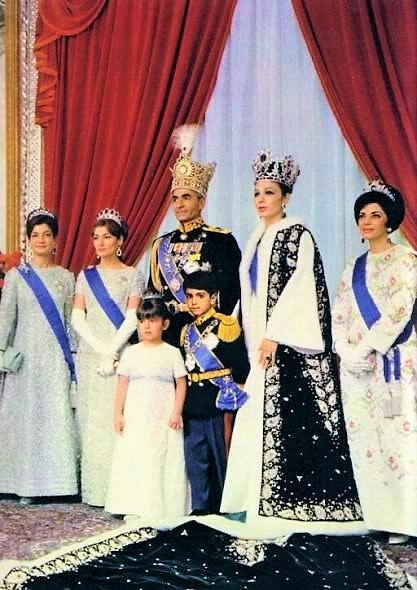
穆罕默德·禮薩·巴列維正式就任伊朗沙阿，旁為妻子法拉赫·巴列維。

1941年9月16日，穆罕默德·禮薩·巴列維繼承父親的王位，他希望沿用父親的改革政策，然而他很快便與老練、奉行民族主義的穆罕默德·摩薩台開展一場政治之爭。
雖然宣誓過作為立憲君主會將權力下放給議會政府，穆罕默德·禮薩·巴列維卻逐漸干預政府事務。他致力於恢復軍隊，確保軍隊作為君主的主要力量而置於皇室的控制之下。1949年，親蘇政黨伊朗人民黨暗殺沙阿未遂，導致伊朗人民黨被取締，沙阿的立憲權力一時水漲船高。
1951年，伊朗議會以79票支持、12票反對通過任命穆罕默德·摩薩台為總理，摩薩台馬上便落實石油產業國有化，穆罕默德·禮薩·巴列維則擔心西方因此而實施的石油禁運會嚴重影響伊朗經濟而持反對態度。沙阿一度流亡海外，英國和美國在1953年8月策劃的政變推翻了摩薩台，摩薩台被親蘇部隊逮捕，沙阿才得以回國復職。
在冷戰和地區局勢混亂的環境下，沙阿將自己打造成西方不可或缺的盟友，他在國內進行改革，1963年的白色革命包括了土地改革、婦女獲得投票權及消除文盲。主要的基建計劃亦陸續實施，中產階層湧現，使伊朗在二十年內成為了中東一股不可忽視的經濟和軍事勢力。
不過，沙阿的改革措施及專斷行事令宗教領袖擔心他們原有的傳統權力將會失去，知識分子也謀求民主改革。憲法明訂限制王權，建立代議政府，故反對者批評沙阿違反憲法。
沙阿又自視為古伊朗帝王的後裔，他在1971年舉行波斯帝國成立2500周年慶典，又在1976年改用皇曆，皇曆以25世紀前波斯帝國成立開始計算。這些舉措被視為是去伊斯蘭化，導致更多的教士群起反對。

## 覆亡

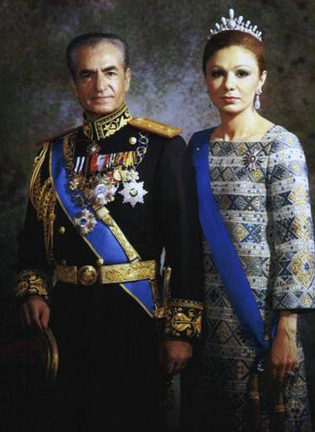
穆罕默德·禮薩·巴列維與法拉赫·巴列維在1979年1月16日離開伊朗。

沙阿政府利用秘密警察組織薩瓦克鎮壓反對派，包括伊朗人民党的黨員。
到1970年代中期，沙阿利用石油收益推行更大膽的改革措施，以冀實現白色革命，他的社會經濟改革激怒了教士階層，包括霍梅尼在內的宗教領袖將這些不滿與伊斯蘭教旨結合在一起，呼籲推翻沙阿及恢復伊斯蘭傳統，稱之為伊斯蘭革命。1978至1979年間爆發的大規模起義使沙阿政府倒台。革命解散了薩瓦克，以薩瓦馬取代。沙阿逃離伊朗，先後在埃及、墨西哥、美國及巴拿馬尋找治療，最後以埃及總統穆罕默德·安瓦爾·薩達特客人的身分與家人定居埃及。穆罕默德·禮薩·巴列維逝世後，他的兒子禮薩·巴列維在不在場的情況下加冕為王，禮薩·巴列維與他的妻子和三名女兒現在居住在美國馬里蘭州的波多馬克。

## 歷任君主
| 姓名                                 | 姓名                 | 肖像 | 家族關係                 | 生卒           | 上任日期       | 離任日期      |
| ------------------------------------ | -------------------- | ---- | ------------------------ | -------------- | -------------- | ------------- |
| 巴列維王朝王室首領（1925年－1979年） |                      |      |                          |                |                |               |
| 1                                    | 禮薩·巴列維一世      |      | 阿巴斯·阿里之子          | 1878年－1944年 | 1925年12月15日 | 1940年9月16日 |
| 2                                    | 穆罕默德·禮薩·巴列維 |      | 禮薩·巴列維一世之子      | 1919年－1980年 | 1941年9月16日  | 1979年2月11日 |
| 巴列維王朝後君主時代首領（1979年－） |                      |      |                          |                |                |               |
| 1                                    | 穆罕默德·禮薩·巴列維 |      | 禮薩·巴列維一世之子      | 1919年－1980年 | 1979年2月11日  | 1980年7月27日 |
| 2                                    | 法拉赫·巴列維        |      | 穆罕默德·禮薩·巴列維之妻 | 1938年－       | 1980年7月27日  | 1981年7月27日 |
| 3                                    | 禮薩·巴列維二世      |      | 穆罕默德·禮薩·巴列維之子 | 1960年－       | 1981年7月27日  | 在位          |

## 註腳
1. ↑  Evans 2007，第27頁
2. 1 2  Majd 2001，第134頁
3. ↑  Spencer 2004，第29頁
4. ↑  Marshall Cavendish Reference 2010，第120頁
5. ↑  Willett 2004，第28頁
6. ↑  Mohammadi 2008，第81頁
7. ↑  Rosado 2011，第132頁
8. ↑  Davenport-Hines & Jones 2003，第51-53頁
9. ↑  Basmenji 2005，第109頁
10. ↑  Bonakdarian 2006，第241頁
11. ↑  Majd 2001，第2頁
12. ↑  Ward 2009，第175頁
13. ↑  Grosby & Leoussi 2007，第202頁
14. ↑  Lawson 1989，第307-326頁
15. ↑  Tetlock & Belkin 1996，第153頁
16. ↑  Majd 2000，第26頁
17. ↑  Price 2005，第228頁
18. ↑  Evans 2007，第122頁
19. ↑  Parsa 1989，第40頁
20. ↑  Clark 2005，第124頁
21. ↑  Emadi 2001，第58頁
22. ↑  Riddell 2009，第101頁
23. ↑  Mattair 2008，第152頁
24. ↑  Brumberg 2001，第91頁
25. ↑  Beers 1986，第679頁
26. ↑  Seliktar 2000，第135頁
27. ↑  Pohl 2010，第238頁
28. ↑  Laura Rozen. . Washington Post. 2006-06-25  [2011-10-21]. （原始内容存档于2012-11-07） （英语）.

## 外部連結
- （英文）巴列維王朝 （页面存档备份，存于）
- （英文）伊朗沙阿到底發生甚麼事 （页面存档备份，存于）－Payvand News，2006年3月10日

| — 皇室 —巴列維家族建立年份: 1925年廢位: 1979年 |                                            |                |
| 前任者： 卡扎爾家族                            | 伊朗家族統治 1925年12月15日－1979年2月11日 | 空缺廢止君主制 |